# Saint-Hilaire-du-Rosier
Saint-Hilaire-du-Rosier è un comune francese di 1 962 abitanti situato nel dipartimento dell'Isère della regione dell'Alvernia-Rodano-Alpi.

## Società

### Evoluzione demografica
Abitanti censiti